# Спренцово
Спренцово (пол. Spręcowo, нім. Spiegelberg) — село в Польщі, у гміні Дивіти Ольштинського повіту Вармінсько-Мазурського воєводства.
Населення — 536 осіб (2011).
У 1975-1998 роках село належало до Ольштинського воєводства.

## Демографія
Демографічна структура станом на 31 березня 2011 року:
|          | Загалом | Допрацездатний вік | Працездатний вік | Постпрацездатний вік |
| -------- | ------- | ------------------ | ---------------- | -------------------- |
| Чоловіки | 264     | 57                 | 189              | 18                   |
| Жінки    | 272     | 62                 | 180              | 30                   |
| Разом    | 536     | 119                | 369              | 48                   |